# 徐枫
徐楓（1950年12月17日—），生於臺灣臺北，籍貫江蘇寶應，為女演員、電影製片人，以及企業家，現任摩纳哥駐上海榮譽領事。

## 生平
1966年，徐楓為籌學費考入聯邦影業公司，於胡金銓所導的《龍門客棧》（1967）初登大螢幕，飾演于谦之女，戲份頗少。翌年胡金銓起用徐楓主演《俠女》，徐楓以此片走紅、赴坎城參展，奠定電影事業基礎—她視胡金銓導演為恩師，長期合作；曾主演過多部電影，但仍以武俠電影中的冷艷俠女形象最為觀眾熟悉。
1976年，她以《刺客》獲得第13屆金馬獎最佳女主角。同年，以《八百壯士》谢晉元的夫人凌維誠一角，獲得亞太影展「演技特別獎」。
1979年5月3日，徐楓與企業家湯君年結婚，並於1984年成立湯臣電影公司，轉入幕後擔任製片，製作過26部電影，包括《霸王别姬》。
1980年以《源》再度獲得第17屆金馬獎的最佳女主角。
目前，徐楓為湯臣集團董事長。
2001年徐楓獲摩納哥王室委任為“摩納哥駐上海名譽領事”，並同年於上海設立摩納哥駐上海名譽領事館。
2017年11月25日，獲頒第54屆金馬獎終身成就獎。

## 接任湯臣集團董事長
汤臣集团是由汤君年所创立，后在香港上市，鼎盛时期曾控制四家香港上市公司。
2004年，在創辦人湯君年因病逝世後，湯臣集團由其妻子徐楓接任董事局主席和董事總經理。
1992年，上海浦东开发开始，汤臣集团积极进军上海地产业，购置浦东多处地产并进行开发，被誉为是“浦东第一地主”，旗下产业包括汤臣高尔夫别墅、汤臣高尔夫球场、汤臣豪园、汤臣金融大厦、汤臣商务中心和新亚汤臣洲际酒店等。
除此之外，汤臣集团還經營娛樂事業，包括湯臣國際娛樂發行有限公司、湯臣國際娛樂有限公司等。
2010年，湯臣集團開始在天津市發展首個大型商業項目津灣廣場，2017年完工。

## 演出作品
- 1967 	《龍門客棧》 	Dragon Inn
- 1970 	《俠女》 	A Touch of Zen
- 1970 	《龍城十日》 	A City Called Dragon
- 1972 	《一夫當關》
- 1973 	《黑道行》
- 1973 	《迎春閣之風波》 	The Fate of Lee Khan
- 1974 	《步步追蹤》
- 1974 	《舞衣》
- 1974 	《大小通吃》
- 1974 	《火拼楓林渡》
- 1974 	《大摩天嶺》
- 1974 	《英烈千秋》 	The Everlasting Glory
- 1974 	《古鼎紅顏》
- 1975 	《忠烈圖》 	The Valiant Ones
- 1975 	《女兵日記》 	The Chinese Amazons
- 1975 	《近水樓臺》 	First Come; First Love
- 1975 	《山上五虎將》
- 1975 	《十八羅漢陣》
- 1976 	《星期六的約會》
- 1976 	《刺客》
- 1976 	《龍門風雲》
- 1976 	《八百壯士》   800 Heroes
- 1976 	《陰陽有情天》
- 1977 	《龍虎群英》
- 1977 	《血連環》
- 1977 	《俠士、鏢客、殺手》 	Swordsman, Protector, Assassin
- 1977 	《龍蛇俠影》
- 1977 	《劍、花、煙雨江南》 	The Kill with Intrigue
- 1977 	《俠女‧寶塔劫》
- 1977 	《白玉京》
- 1978 	《一代俠女》
- 1978 	《傳奇人物》
- 1979 	《山中傳奇》 	Legend of the Mountain
- 1979 	《空山靈雨》  the Raining in the Mountain
- 1979 	《八絕》
- 1980 	《源》 	The Pioneers
- 1980 	《金劍殘骨令》
- 1980 	《碧血黃花》 	Magnificent 72
- 1980 	《古寧頭大戰》 	The Battle of Ku-Ning-Tou
- 1980 	《問題小子》
- 1980 	《大地勇士》 	The Frogman
- 1981 	《英雄對英雄》 	The Last Duel
- 1981 	《廣東先生對響馬》 	Mr.Kwong Tung and the Robber

## 製片作品
- 1984 	《醜小鴨》
- 1984 	《殺夫》
- 1985 	《美人圖》
- 1985 	《竹籬笆外的春天》
- 1985 	《老少江湖》
- 1985 	《好小子》第一集
- 1986 	《老頑童與小麻煩》
- 1986 	《心鎖》
- 1986 	《好小子》第二集
- 1987 	《苦兒流浪記》
- 1987 	《我有話要說》
- 1987 	《跨越時空的小子》
- 1987 	《黃色故事》
- 1988 	《菜刀與六個朋友》
- 1988 	《舊情綿綿》
- 1988 	《萬能運動員》
- 1988 	《飆城》
- 1988 	《今夜星光燦爛》 	Starry in the Night
- 1988 	《夢過界》
- 1989 	《小龍過江》
- 1990 	《打通關》
- 1990 	《滾滾紅塵》 	Red Dust
- 1991 	《五個女子與一根繩子》
- 1992 	《霸王別姬》 	Farewell to My Concubine
- 1996 	《風月》 	Temptress Moon
- 2003 	《美麗上海》
- 2023   《不丹沒有槍》

## 得獎紀錄
个人奖项
- 1971年：第9屆金馬獎最佳希望新女星《龍城十日》
- 1976年：第13屆金馬獎最佳女主角獎《刺客》
- 1974年：亞洲影展最佳女主角《大摩天嶺》
- 1979年：第16屆金馬獎最佳女主角提名《山中傳奇》
- 1980年：第17屆金馬獎最佳女主角獎《源》
- 1998年：第51届戛纳电影节最杰出制片人奖
- 2017年：第54屆金馬獎終身成就獎
- 制片电影
- 1990年：第27屆金馬獎最佳劇情片《滾滾紅塵》
- 1993年：第46届戛纳电影节金棕榈最佳影片《霸王别姬》
- 1994年：第47届英国电影学院奖最佳外语片《霸王别姬》
- 1994年：第66届奥斯卡金像奖最佳外语片提名《霸王别姬》

## 外部連結
- 徐楓 - 國家電影資料館 （页面存档备份，存于）
- 徐楓 - 中華武俠文化網 （页面存档备份，存于）
- 徐枫在互联网电影资料库（IMDb）上的資料（英文）（英文）
- 在AllMovie上徐枫的頁面（英文）
- 徐枫在香港影庫上的簡介
- 徐枫在豆瓣上的资料（简体中文）
- 徐枫在时光网上的簡介（简体中文）

| 前任： 盧燕 | 金馬獎最佳女主角 1976年 | 繼任： 陳秋霞 |

| 前任： 林鳳嬌 | 金馬獎最佳女主角 1980年 | 繼任： 張艾嘉 |